# Suite per organo
La suite per organo (suite pour orgue in francese) è un genere musicale coltivato in Francia nel XVII e nel XVIII secolo, all'incirca fra il 1660 e il 1740.
La letteratura organistica francese del barocco ha una destinazione principalmente liturgica. Messe e inni gregoriani sono all'origine di pezzi organistici che devono essere brevi (non si tratta di un'esibizione concertistica), che quasi non lasciano all'interprete possibilità di sviluppare i temi. La struttura della messa per organo è stabilita dalle autorità della Chiesa, che impongono il numero e il carattere dei pezzi che accompagnano il Kyrie, il Gloria, il Sanctus e il l'Agnus Dei. Maggiore libertà è lasciata all'interprete per l'Offertorio, l'Elevazione e la conclusione. L'inno determina anche il numero dei pezzi.
La suite per organo appare con Guillaume-Gabriel Nivers e Nicolas Lebègue: nasce da questa tradizione e si ispira alla suite di danze (praticata dagli organisti perché essi sono tutti anche clavicembalisti), ma sostituisce i movimenti di danza con altri tipi di pezzi, dal ritmo e dal nome più adatti alla preghiera e alla meditazione, come preludi, duetti, trii, dialoghi, recitativi, fughe, etc. Un tipo di pezzo interessante e specifico dell'organo è l'écho, che sfrutta le possibilità offerte dai vari registri dello strumento.
Contrariamente alla suite "profana", la suite per organo (che può contare anche più di una decina di pezzi) non sarà mai "normalizzata". Si tratta soprattutto, per il compositore, di proporre una sorta di catalogo di pezzi differenti per modo, forma, ritmo e registrazione per potersi adattare, combinandoli ad libitum, alle necessità della liturgia. Delle raccolte importanti sono così pubblicate da vari compositori (ad esempio Gilles Jullien, Jacques Boyvin), ma altri non termineranno mai il loro progetto iniziale di esplorazione di tutti i modi ecclesiastici.

## Struttura della suite per organo
I pezzi che si possono trovare all'interno di una suite per organo appartengono solitamente a queste tipologie:
- il Récit, un brano dove una voce emerge solisticamente sulle altre grazie ad una registrazione particolare, solitamente indicata nel titolo stesso (per esempio in un Récit de Cromorne la voce solista sarebbe stata suonata col registro di cromorno). I registri solistici più comuni sono il cromorno (cromorne), il cornetto (cornet), la terza (tierce), il nazardo (nasard), la tromba (trompette) e la voce corale (voix humaine). I titoli delle composizioni tuttavia spesso omettono la parola “récit” indicando per semplicità solo la registrazione corrispondente (Cromorne, Cornet, etc.) e/o la posizione della voce. Avremo, in questi casi, tra le combinazioni più comuni:

il Dessus de Cromorne, dove la voce solista è il soprano (dessus), suonata col cromorno;
la Tierce en taille, dove la voce solista è il tenore (taille), suonata con un registro di terza (in genere di tipo principale come la sesquialtera);
il Basse de Trompette, dove la voce solista è il basso (basse), suonato con la tromba.
- il Dialogue, un brano ove si alternano costantemente due differenti piani sonori e timbrici. Il Nivers di cui sopra distingueva il Dialogue de récits ed Dialogue à deux Chœurs, quest'ultimo alternato tra positif (organo positivo) e grand jeu (registri ad ancia e cornetti del grand'organo). Comuni sono anche i dialogues a più di due chœurs; un Dialogue à 4 Chœurs alternerà il positif al grand jeu e al récit e al pedale, e potrebbe includere anche una sezione di Echo (come nel Dialogue à 4 Chœurs di Jacques Boyvin).
- Duo e Trio sono due brani polifonici rispettivamente a due e a tre voci. Del trio abbiamo due tipi: il Trio à trois claviers (letteralmente "su tre tastiere"), un comune trio per due manuali e pedale, ed il Trio à deux dessus con due voci per la mano destra e una per la mano sinistra.
- la Fugue è piuttosto comune e si trova di solito a tre o quattro voci, di stile più o meno rigoroso o imitativo. C'è da dire che questa forma musicale in Francia non ebbe mai un grande sviluppo tecnico come in Germania. Il termine Fugue grave indica un brano dal carattere grave e serio, mentre la Fugue gaie (o gaye) è allegra e spigliata. Raramente le fughe a quattro voci recano il titolo Quatuor (“quartetto”), nel qual caso ogni singola voce va suonata su un corpo differente. Nicolas de Grigny fu l'unico a scrivere fughe a cinque voci.
- nell'Echo le frasi musicali sono ripetute due volte, la seconda delle quali è suonata più dolcemente per dare l'impressione di un'eco. Questo effetto è più forte nei brani di questo tipo che ripetono solo la fine di ogni frase. Detti brani in eco erano designati per apposite tastiere denominate Echo.
- Plein jeu o Prélude sono perlopiù brani omogenei in tempo binario o quaternario. Sono propri come brani introduttori. La registrazione del plein jeu richiede fondi, fourniture e cymbale, ossia una sovrapposizione di ottave e quinte simile al ripieno.

Oltre a questi, abbiamo una serie di espressioni di tipo organistico che spesso e volentieri vanno ad indicare un brano:
- il Grand jeu è una forte combinazione di fondi, registri ad ancia e di cornetti con esclusione di fourniture e cymbale, usata nelle sezioni più forti di brani complessi o in particolari préludes.
- i Jeux doux, il Fond d'orgue e il [Concert des] flûtes sono tre combinazioni collegate. La prima (“registri dolci”) unisce registri flautati o di tipo principale preferibilmente chiusi, ma anche aperti se dolci, dal timbro dolce e morbido. È la più usata per accompagnare registri solistici. Il fond d'orgue (“fondi dell'organo”) è la medesima registrazione comprendente però tutti i registri ad anima; era usata per donare uno spirito grave e severo ai brani, oppure per accompagnare dei recitativi en taille. Infine, il [concert des] flûtes indica una combinazione di flauti particolarmente dolci da usarsi come combinazione solistica, e non come accompagnamento.

Le indicazioni dessus, taille e basse stanno rispettivamente a “soprano”, “tenore” e “basso”, benché "en taille" indichi comunemente una tessitura tipica del contralto. Una rara designazione di voce è haute-contre (o haulte contre), ovvero “contro-tenore”. Queste indicazioni servivano per indicare il tipo di registri solistici da utilizzare oppure per indicare ove si trovasse il canto della melodia (ad esempio, la dicitura Kyrie en basse indica che il canto si trova nel basso).

## Compositori che hanno scritto suite per organo
- Nicolas Lebègue (1631-1702)
- Guillaume-Gabriel Nivers (1632-1714)
- Lambert Chaumont (1645-1712)
- Gilles Jullien (ca. 1650-1703)
- Jacques Boyvin (ca. 1650-1706)
- Louis-Nicolas Clérambault (1676-1749)
- Jean-François Dandrieu (1682-1738)
- François d'Agincourt (ca. 1684-1758)
- Léon Boëllmann (1862-1897)
- Louis Vierne (1870-1937)
- Maurice Duruflé (1902-1986)
- Jean Langlais (1907-1991)
- Jehan Alain (1911-1940)
- Denis Bédard (1950)